# Санрајз Бич (Мисури)
Санрајз Бич (енгл. Sunrise Beach) град је у америчкој савезној држави Мисури.

## Демографија
По попису из 2010. године број становника је 431, што је 63 (17,1%) становника више него 2000. године.
| Група             | 2000.       | 2010.       |
| Белци             | 341 (92,7%) | 401 (93,0%) |
| Афроамериканци    | 0 (0,0%)    | 1 (0,2%)    |
| Азијати           | 2 (0,5%)    | 0 (0,0%)    |
| Хиспаноамериканци | 7 (1,9%)    | 13 (3,0%)   |
| Укупно            | 368         | 431         |